# 華麗なる復讐 (2004年のテレビドラマ)
『華麗なる復讐』（かれいなるふくしゅう）は、2004年6月12日にテレビ朝日系列『土曜ワイド劇場』にて放送された作品のひとつ。主演は葉月里緒奈。

## キャスト
- 篠原 暁子 - 葉月里緒奈

- 片瀬 裕子 - 涼風真世

- 中島 カオル - 田中美奈子

- 篠原 省吾 - 美木良介

- 笹岡 孝雄 - 遠藤憲一

- 加納 久美 - 遠野凪子

- 岸田 文子 - 山本みどり

- 石橋刑事 - 河西健司

- 沢井 百合 - 江口ナオ

- 赤川蓮、小池榮、堀本能礼、江端英久、平塚真介、三谷侑未、鈴木美恵子、海宝たまき、位田富子

## スタッフ
- 脚本 - 野依美幸
- 監督 - 齋藤光正
- 技術協力 - 映広
- プロデューサー - 内堀雄三、春山五月、内山聖子
- 製作 - テレビ朝日、ネクストプロデュース